# James Steacy
James „Jim“ Steacy (* 29. Mai 1984 in Saskatoon) ist ein kanadischer Hammerwerfer.
2005 siegte er bei den Spielen der Frankophonie. Im Jahr darauf gewann er Silber bei den Commonwealth Games 2006 in Melbourne und wurde Sechster beim Weltcup in Athen.
2007 siegte er bei den Panamerikanischen Spielen in Rio de Janeiro, schied aber bei den Weltmeisterschaften in Osaka in der Qualifikation aus.
Bei den Olympischen Spielen 2008 in Peking wurde er Zwölfter.
2009 holte er Silber bei der Universiade in Belgrad. Bei den Weltmeisterschaften 2011 in Daegu scheiterte er in der Vorrunde, und bei den Olympischen Spielen 2012 in London gelang ihm in der Qualifikation kein gültiger Versuch.
2014 siegte er bei den Commonwealth Games in Glasgow, und 2015 wurde er Achter bei den Panamerikanischen Spielen in Toronto.
Am 16. Mai 2008 stellte er in Lethbridge mit 79,13 m den aktuellen kanadischen Rekord auf.